# Зернові жниварки
Жниварка - машина для скошування сільськогосподарських культур і транспортування скошеної маси до молотарки комбайна (при прямому комбайнуванні) або для укладання скошеної маси у валок (для роздільного прибирання). Жниварка, вигляд та опис [Архівовано 13 березня 2018 у Wayback Machine.], що агрегатується з комбайном, може бути платформеною або шнековою. Платформена жниварка використовується тільки для скошування культур. Шнекова жниварка може використовуватися, як для прямого комбайнування, так і для роздільного способу прибирання врожаю. При роздільному способі для скошування прибираної культури у валок на жниварці задіяні різальний апарат і мотовило, і встановлюється стрічковий транспортер, а при підборі встановлюється підбирач і задіюються шнек і камера похилої (різальний апарат і мотовило при цьому не використовуються). Різальний апарат жниварки зрізує стебла за принципом ножиць. Нерухомі пальці виконані з чавуну або сталі, на них встановлені протирізальні пластини. Рухливий ніж жниварки набраний з трикутних пластинів-сегментів. Зрізування відбувається за рахунок зворотно-поступальних рухів ножа, при цьому гострі різальні кромки сегментів перерізують стебла. Мотовило підводить стебла зрізуваних рослин до різального апарату і утримує їх під час зрізування. Потім просуває хлібну масу углиб платформи. При прибиранні полеглих хлібів мотовило висувається вперед і опускається нижче, за рахунок цього пружинні пальці мотовила підводять колоси і утримують їх аж до зрізування.